# Sühnekreuz (Unterthalhofen)

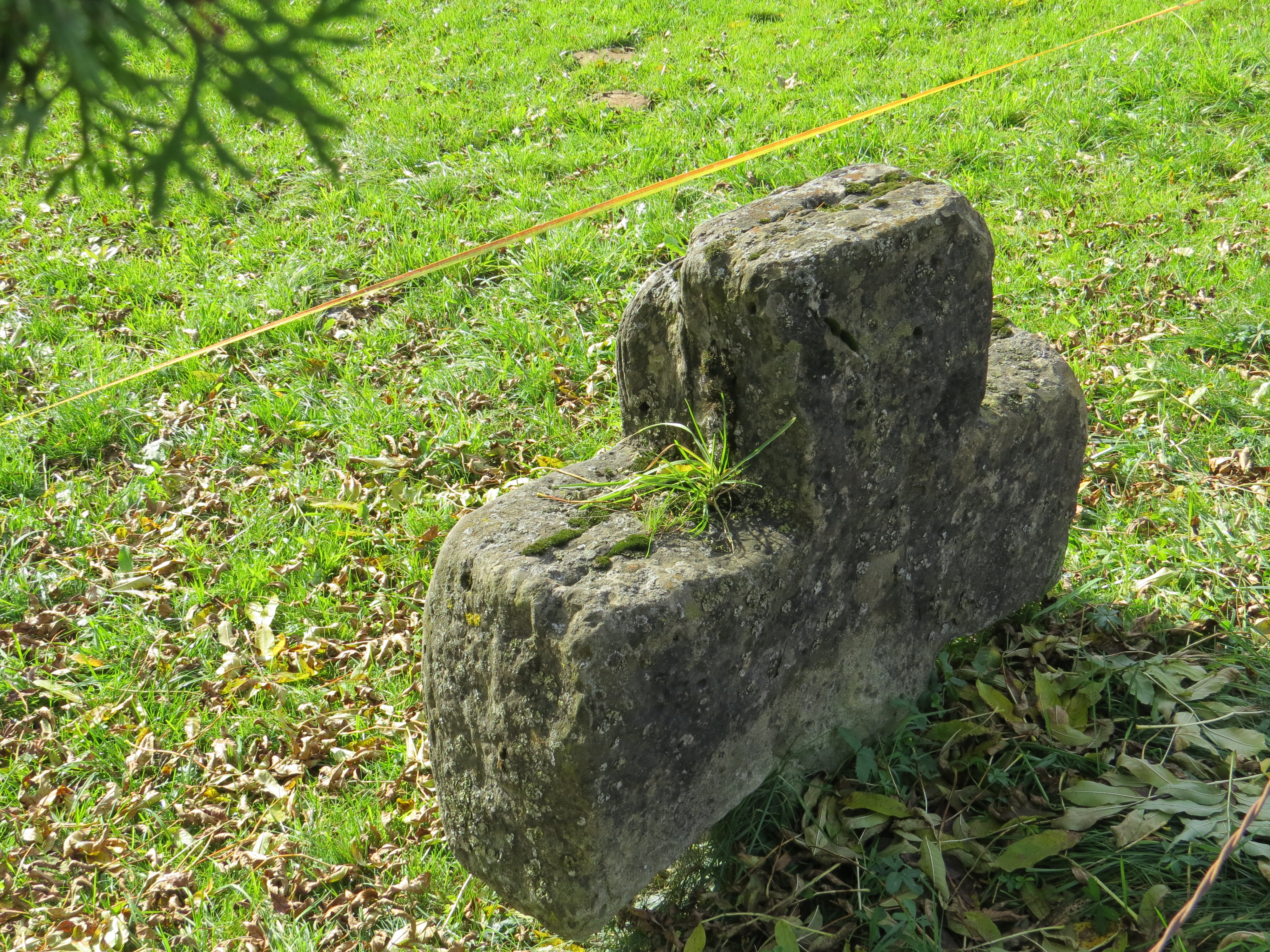
Sühnekreuz in Unterthalhofen

Das Sühnkreuz in Unterthalhofen, einem Ortsteil der Gemeinde Fischen im Allgäu im schwäbischen Landkreis Oberallgäu in Bayern, wurde im 16. Jahrhundert errichtet. 
Das Sühnekreuz aus Sandstein steht in der Nähe der Altstädter Straße am nördlichen Ortsausgang und ist ein geschütztes Baudenkmal. 